# Convento di Sant'Angelo (Legnano)
Il convento di Sant'Angelo è stato un edificio monastico di Legnano. Costruito tra il 1468 ed il 1471, fu soppresso nel 1805 da Napoleone Bonaparte e demolito nel 1967. L'area dove sorgeva il convento è ora occupata dalle scuole primarie Mazzini. Il nome originario del convento era Santa Maria degli Angioli, in seguito modificato in convento di Sant'Angelo.

## Storia
Questo monastero fu uno dei riferimenti più importanti della comunità religiosa di Legnano. Al convento, erano annessi anche una piccola chiesa e dei terreni adibiti ad orto. Il monastero e la chiesa furono costruiti grazie ad un lascito testamentario del Conte Bonifacio Vismara datato 3 febbraio 1432, come testimoniano alcune note del 1650 scritte dal prevosto di Legnano Agostino Pozzo. A questo scopo Vismara donò ai religiosi alcuni terreni di sua proprietà.

Piazza Trento e Trieste a Legnano nel 1970. A sinistra si scorgono le scuole primarie Mazzini, che sono state costruite dove un tempo sorgeva il convento di Sant'Angelo

I lavori di edificazione del monastero e della chiesa cominciarono nel 1468 dopo aver avuto il permesso da Galeazzo Maria Sforza con una "lettera di patente et privilegio", come testimonia una lapide custodita presso il Museo civico Sutermeister su cui si può leggere: "1468 - Questo loco de frati minori he intitulato S.ta Maria deli Angioli. Soli Deo honor et gloria". Il progetto fu opera di padre Angelo da Besana, che realizzò anche la serie di affreschi che un tempo erano collocati sulle mura del convento e che rappresentavano la Passione di Gesù Cristo. Le fasi costruttive furono invece seguite dal Beato padre Michele Carcano. Per soddisfare la necessità di acqua, fu costruita una roggia che derivava dall'Olona. I lavori si conclusero il 1º maggio 1471.  Successivamente il monastero fu arricchito da una scuola di filosofia, da un'importante biblioteca e da un refettorio.  Inizialmente il convento fu abitato da 18 frati francescani.
Tra il 1668 ed 1689 la chiesa annessa al monastero fu ristrutturata e arricchita da opere in stile barocco. Nell'occasione venne demolito il muro che cingeva il monastero e che era arricchito dai già citati affreschi di padre Angelo da Besana. Il convento fu poi restaurato tra il 1702 ed il 1724. In un documento del 1724 si può leggere che il convento "[…] è grande 78 pertiche, compresi, chiesa, clausura, orto, prato e piazza; è capace di 27 religiosi e ha sei stanze per forestieri. È ben provveduto di lana e di lino; vi è scuola di filosofia e libreria con libri in quantità e qualità […]". La chiesa fu poi demolita all'inizio del XIX secolo.
La crisi cominciò a serpeggiare a partire dalla fine del XVIII secolo, con la situazione finanziaria che peggiorava sempre più. Nel giugno del 1798 i legnanesi firmarono una petizione per scongiurare la chiusura del convento, ma senza esito. Un decreto di Napoleone Bonaparte dell'8 giugno 1805 ordinò infatti il raggruppamento dei frati dei conventi minori nei monasteri più grandi sopprimendo nel contempo le strutture religiose più piccole. Questa sorte toccò anche il convento di Sant'Angelo, la cui struttura fu poi acquistata dal governo napoleonico. Nell'occasione, la chiesetta annessa al monastero fu abbattuta. Nel 1807 il convento fu venduto a Antonio Marocco, che lo trasformò in una conceria di pelli. In seguito fu convertito in un collegio maschile gestito da religiosi, che fu attivo per 42 anni. Acquistato dal comune di Legnano nel 1896, venne convertito in scuola elementare. Il convento fu poi abbattuto nel 1967 per poter permettere la costruzione di un nuovo plesso scolastico, le odierne Mazzini.